# Josef Magnus Wehner

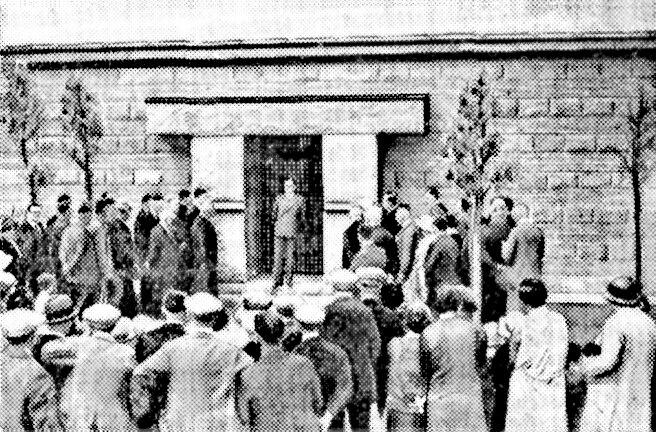
Weihestunde des Denkmals von Langemarck am 10. Juli 1932

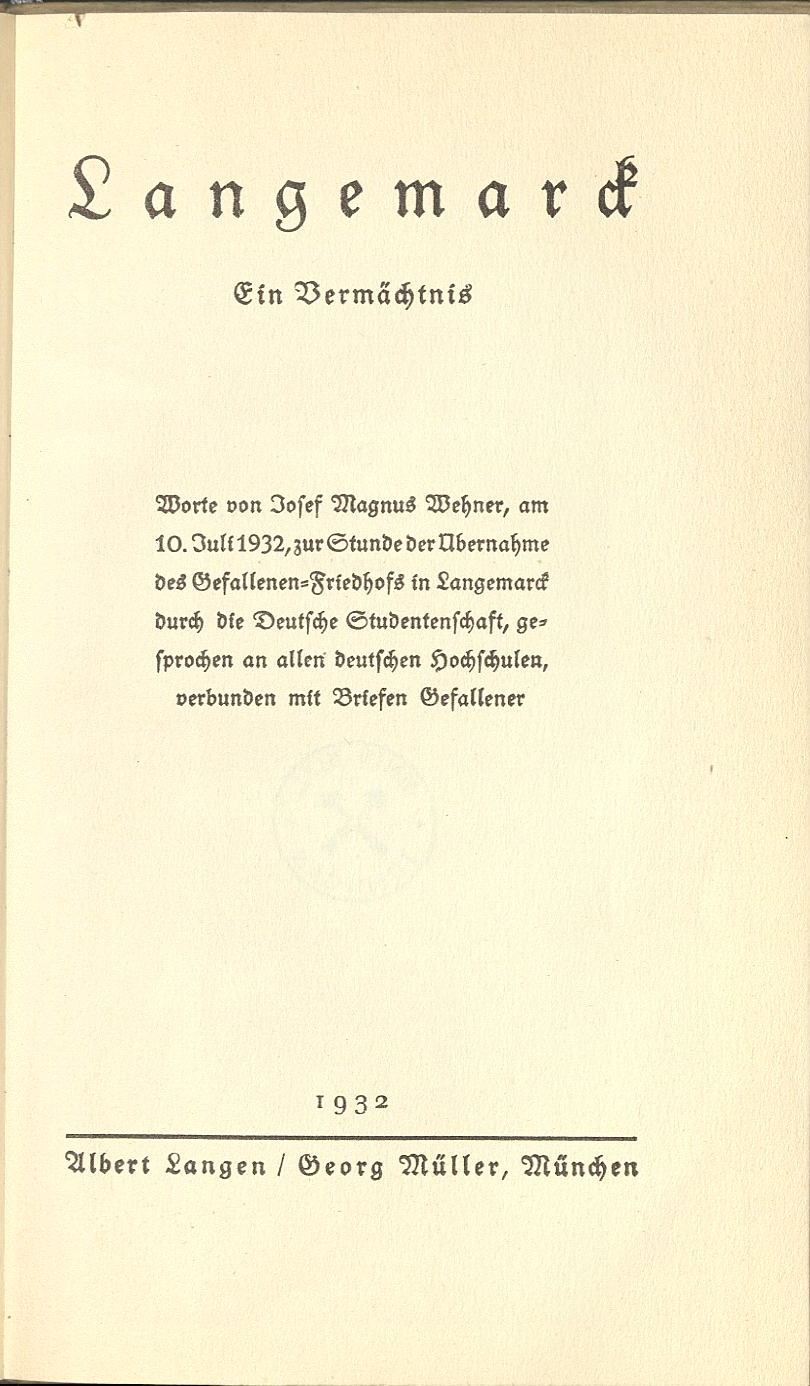
Langemarck Ein Vermächtnis (1932)

Josef Magnus Wehner (* 14. November 1891 in Bermbach; † 14. Dezember 1973 in München) war ein deutscher Schriftsteller und Bühnenautor.

## Leben
Er wurde 1891 in Bermbach (Buttlar) geboren. Seine Eltern waren Justus Wehner und Maria Josephine Wehner, geborene Hahn.
Wehner studierte in Jena und München Germanistik und Altphilologie. Am Ersten Weltkrieg nahm er als Freiwilliger in einem bayerischen Infanterieregiment teil. 1916 wurde er bei Verdun schwer verwundet.
Nach dem Krieg begann er Erzählungen und Gedichte zu schreiben. 1924 fand er eine Beschäftigung als Redakteur bei der Münchner Zeitung. Ab 1934 brachten die Münchner Neuesten Nachrichten seine Theaterkritiken.
Anlässlich der Einweihung des Denkmals von Langemarck am 10. Juli 1932 hielt er, der selbst an der Westfront verwundet worden war, eine später weitverbreitete, den Mythos von Langemarck untermauernde, Rede. Zur gleichen Zeit fanden im gesamten Deutschen Reich Gedenkfeiern statt.
Der Durchbruch als Schriftsteller und zugleich sein größter Erfolg gelang ihm 1930 mit seinem Roman Sieben vor Verdun, der gezielt gegen den Bestseller von Erich Maria Remarque, Im Westen nichts Neues gerichtet war und eine andere, angebliche viel bessere Seite von Kriegserfahrungen darstellte. Der Roman ist geprägt von Kriegsbegeisterung und einer Verherrlichung des deutschen Soldatentums.
Im Mai 1933 beriefen die Nationalsozialisten ihn in die Preußische Akademie der Künste, in die zwischenzeitlich „gereinigte“ Sektion für Dichtkunst. Er gehörte zu den 88 Schriftstellern, die im Oktober 1933 das Gelöbnis treuester Gefolgschaft für Adolf Hitler unterzeichneten. Nach 1933 trat Wehner in die NSDAP ein. Presseangriffe, die ihn als „Konjunktur-Nationalsozialisten“ bezeichneten, wehrte er ab mit dem Hinweis auf seine schon zu Anfang der zwanziger Jahre bestehende, positive Einstellung zur nationalsozialistischen Ideologie und zu Hitler, den er als den Hoffnungsträger für die Verwirklichung seiner Reichsidee sah. Außerdem habe er mit seinen Veröffentlichungen auch mit dazu beigetragen, dem deutschen Soldaten die ihm gebührende Achtung gegen eine Welle diffamierender Literatur zu verschaffen.
Von Joseph Goebbels erhielt er eine jährliche Pension. München ernannte ihn zum „Ehrenbeamten“, nachdem er bereits 1931 den Literaturpreis der Landeshauptstadt München erhalten hatte.
Seine Vorstellungen von einem deutschen Reich, das außer von Nationalismus und Rassismus auch vom Katholizismus geprägt war, fanden bei den Machthabern des NS-Staates immer weniger Zustimmung.
Während des Zweiten Weltkrieges war Wehner propagandistisch in erster Linie durch Reden tätig. Der Reichssender Köln strahlte 1940 seine „Ansprache an den deutschen Menschen“ aus, welche die Kriegsbegeisterung verstärken sollte. Als Dichterlesung erschien seine "Hymne an Deutschland" auf einer Schallplatte.
Nach Ende des Krieges leugnete Wehner seine nationalsozialistische Überzeugung. Seine weiteren Romane, Gedichte und auch Theaterstücke, mit denen er an den Stil seiner Anfänge anschloss und die seine katholische Glaubenshaltung mit einer Neigung zur Mystik zum Ausdruck brachten, fanden nur noch in seiner Herkunftsregion Beachtung, in der er bis zum Ende der Schulzeit gelebt hatte. Hier fanden sich Protagonisten zusammen, die ihn zu einem religiösen, hochbegabten Dichter stilisierten.
Mehrere von Wehners Werken wurden in der Sowjetischen Besatzungszone und in der Deutschen Demokratischen Republik auf die Liste der auszusondernden Literatur gesetzt.

## Werke

### Romane
- Der blaue Berg, 1922
- Die Hochzeitskuh, 1928
- Sieben vor Verdun, 1930
- Stadt und Festung Belgerad, 1936
- Erste Liebe, 1941
- Der schwarze Kaiser, 1950
- Mohammed, 1952
- Der Kondottiere Gottes, 1956 (über den Judentöter Johannes Capistranus)

### Erzählungen, Novellen und Legenden
- Die mächtigste Frau, 1922
- Die Tropfenlegende, 1923
- Das Hasenmaul, 1930
- Die Wallfahrt nach Paris, 1933
- Geschichten aus der Rhön, 1935
- Das große Vaterunser, 1935
- Elisabeth, 1939
- Echnaton und Nofretete, 1940
- Der langsame Hochzeiter (ca. 1943)
- Das goldene Jahr (1943)
- Der rote Ball (ca. 1944)
- Drei Legenden, 1949
- Der schwarze Räuber von Haiti, 1951
- Die schöne junge Lilofee, 1953

### Dramen
- Das Gewitter, 1926
- Die Versuchung des Rabanus Maurus (ca. 1950)
- Johannes der Täufer, 1952
- Das Rosenwunder, 1954
- Das Fuldaer Bonifaziusspiel, 1954
- Saul und David, 1954
- Die aber ausharren bis zum Ende, 1956
- Das goldene Kalb, 1961
- Abt Sturmius von Fulda, 1967

### Lyrik
- Der Weiler Gottes, 1920
- Blumengedichte, 1950
- Erde, purpurne Flamme, 1962

### Biographien
- Struensee. Die Schicksale des Grafen Struensee und der Königin Karoline Mathilde. Hanseatische Verlagsanstalt, Hamburg 1924 (Die 2. Protagonistin ist Caroline Mathilde von Großbritannien, Irland und Hannover)
- Schlageter, 1934
- Hindenburg, 1936
- Hebbel, 1938

### Autobiographien
- Mein Leben, 1934
- Als wir Rekruten waren, 1938

## Ehrungen
- 1931: Dichterpreis der Stadt München
- In Hünfeld wurde nach ihm die Joseph-Magnus-Wehner-Straße benannt.

## Nachlass
Der schriftliche Nachlass von Josef Magnus Wehner liegt im Literaturarchiv der Monacensia in München.